# Chamran Grand Hotel
Chamran Grand Hotel (Perzisch: هتل چمران) is een hotel in de Iraanse stad Shiraz. Met een hoogte van 109 meter (met antenne 110 meter) is het gebouw het hoogste gebouw van de stad en het hoogste hotel van Iran. Het gebouw staat aan de voet van een heuvel aan noordoostzijde van de stad, aan de hoofdweg naar Marvdasht, nabij de Koranpoort.
De bouw startte in 2008 en het gebouw werd voltooid in 2011. In het gebouw van 33 verdiepingen bevinden zich onder andere 230 hotelkamers, 20 suites, 3 restaurants en een sportcomplex. Rondom het hotel is een park aangelegd.